# Ivanie Blondin
Pour les articles homonymes, voir Blondin.
Ivanie Blondin est une patineuse de vitesse canadienne, née le 2 avril 1990 à Ottawa.

## Biographie
Aux Jeux olympiques d'hiver de 2014, elle est 24e du 3000 m, 14e du 5000 m et 5e de la poursuite par équipes.
Aux Championnats du monde 2015, elle remporte la médaille d'argent sur la mass-start. Aux Championnats du monde 2016, elle remporte le titre sur la mass-start.
En Coupe du monde, elle gagne le classement général de la mass-start lors de la saison 2014-2015.
Elle se met au patinage de vitesse sur piste courte en 2023.

## Palmarès

### Jeux olympiques d'hiver
| Épreuve / Édition   | 500 mètres | 1 000 mètres | 1 500 mètres | 3 000 mètres | 5 000 mètres | Départ groupé                      | Poursuite par équipes          |
| JO 2014 Sotchi      | —          | —            | —            | 24e          | 14e          | —                                  | 5e                             |
| JO 2018 Pyeongchang | —          | —            | —            | 6e           | 5e           | —                                  | —                              |
| JO 2022 Pékin       | —          | —            | 13e          | 14e          | —            | Médaille d'argent, Jeux olympiques | Médaille d'or, Jeux olympiques |

Légende :
- : première place, médaille d'or
- : deuxième place, médaille d'argent
- : troisième place, médaille de bronze
- : pas d'épreuve
- — : Non disputée par le patineur
- DSQ : disqualifiée